# Fular

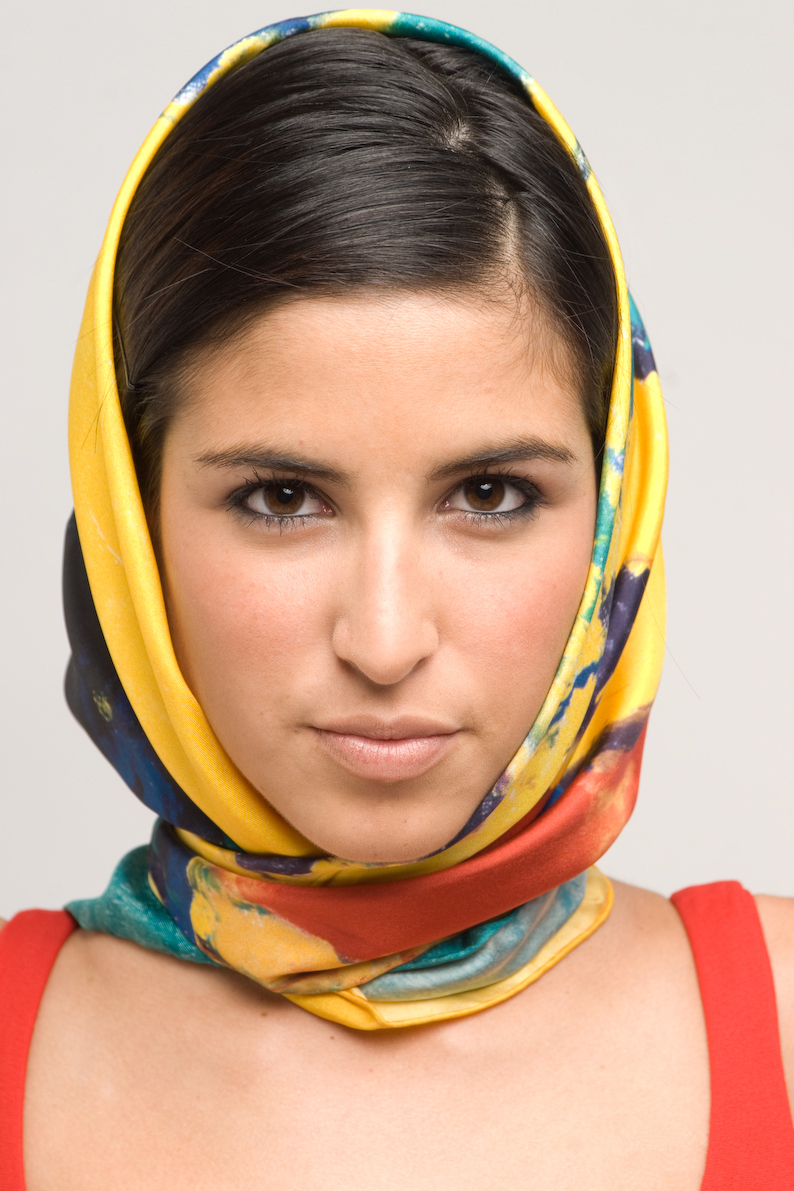
Kobieta w jedwabnym fularze

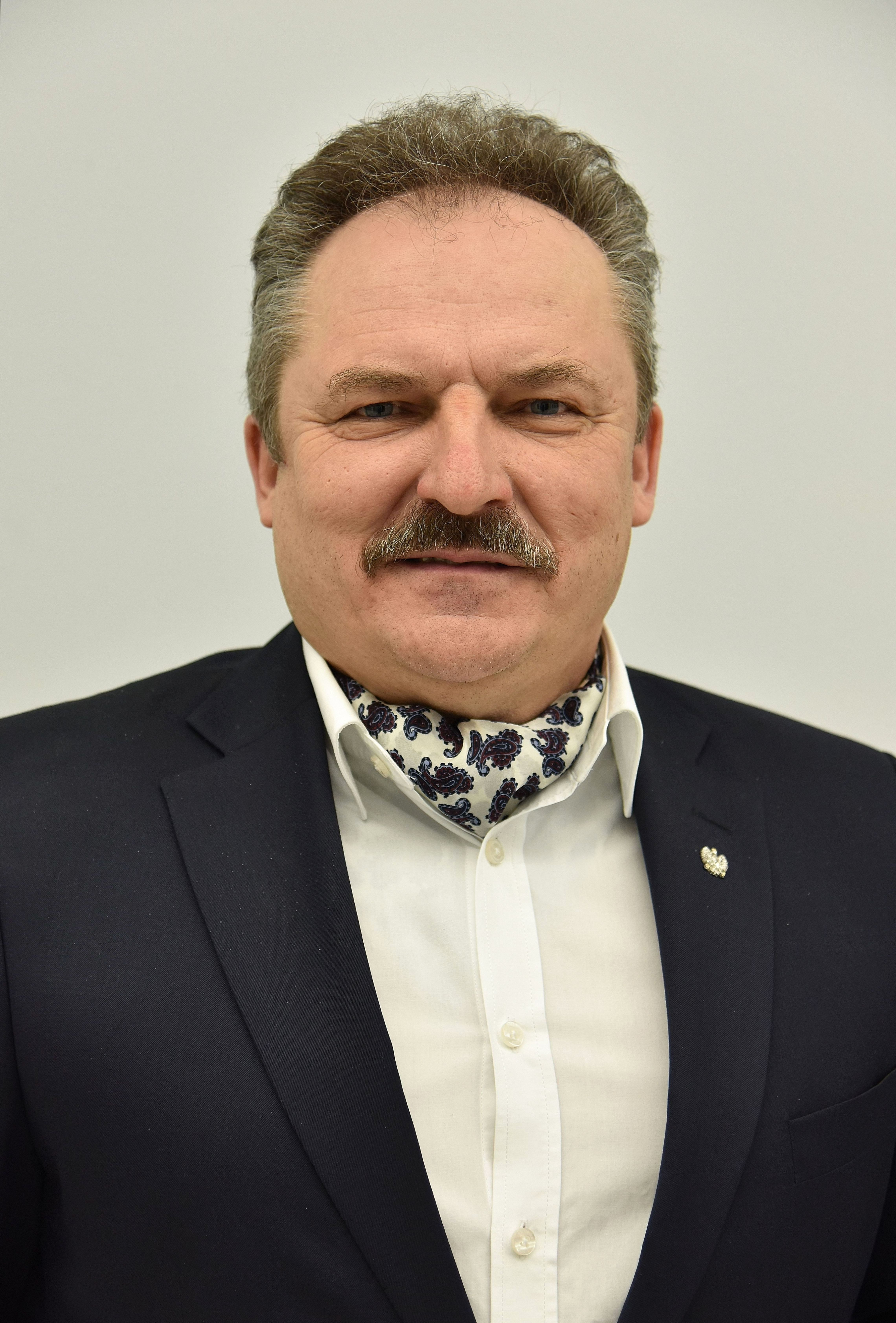
Marek Jakubiak w fularze

Fular (od fr. foulard) – miękka, cienka tkanina z jedwabiu lub półjedwabiu o splotach: płóciennym, skośnym lub atłasowym.
Bywał gładki lub drukowany we wzory. Zanim zaczęto go produkować w Europie (dobrą markę wyrobiły sobie fulary liońskie), sprowadzany był z Dalekiego Wschodu. Z fularu szyto chusteczki do nosa, damskie suknie i bluzki oraz chustki zawiązywane przez mężczyzn zamiast krawata, które z czasem zaczęto identyfikować z tą nazwą. Noszone były w XIX i XX wieku. Były elementem męskiego stroju nieformalnego. Fularowe chusteczki są stosowane w maskach przeciwgazowych, pod nazwą „Fular przeciwzaroszeniowy”, po nawilżeniu i przetarciu okularów maski nie ulegają one zaroszeniu.